# Azal (Rebsorte)
Azal ist eine portugiesische Rebsortenfamilie der Weinrebe (Vitis vinifera). Ihre wichtigsten Vertreter sind die rote Azal Tinto, eine weiße Azal Branco. Weitere Rebsorten dieser Familie sind Azal Doce, Azal Preto, Azal Aberto und Azal Azedo. Azal Fechado wird im Minho 1790 erwähnt, später aber nicht mehr.
Alle Varianten sind sehr säurereich und Bestandteil der berühmten Vinho Verde.
- Azal Aberto wird von Duarte d’Oliveira als eine bedeutungslose Rebsorte des Minho erwähnt.
- Azal Azedo beschreibt er als eine aufgegebene Rebsorte der Region um Porto.
- Azal Doce hat rosafarbene bis violette Weintrauben. Die Trauben sind klein und konisch. Die Beeren haben nur kleine Kerne.
- Azal Preto ist eine der besten Rebsorte aus der Minho-Region. Die Trauben und deren Beeren sind klein. Die Beeren sind fast kugelförmig und ebenfalls klein mit dünner Haut. Ihre Farbe ist fast ins Schwarze übergehend mit rosaroten Reflexen. Sie haben ein saftiges Fruchtfleisch.

Die Azal-Rebsorten sind spätreifend und der aus ihnen erzeugte Wein ist nicht sehr alkoholreich.